# BeepCar
BeepCar — онлайн-сервис поиска попутчиков в автомобильных поездках, разработанный Mail.ru Group. Путешествуя вместе, попутчики делят расходы на бензин — в результате поездка обходится дешевле и водителю, и пассажирам. Сервис создан в феврале 2017.
В первую очередь BeepCar предназначен для поездок за город и между городами. Сервис райдшеринга разработан как альтернатива поездам (как пригородным, так и дальнего следования), а также междугородным автобусам.
Сервис не берет комиссию за свои услуги.
В 2018 году компания Mail.ru Group (которой и принадлежит сервис для поездок) продала BeepCar французскому конкуренту BlaBlaCar. Согласно плану, трафик с BeepCar начнет переправляться на BlaBlaCar с осени 2018 года.

## Владелец
С 2018 года сервисом владеет BlaBlaCar.

## Функциональность
BeepCar доступен в виде приложений для iOS и Android, а также в веб-версии. Пользователи регистрируются и авторизуются по номеру мобильного телефона.
Водитель может разместить информацию о планируемой поездке и поиске попутчиков, установив желаемую цену, а пассажир — найти подходящий вариант по маршруту и дате.
При создании поездок сервис рекомендует водителям цену, которую можно установить за этот маршрут. Она рассчитывается исходя из предполагаемого километража и востребованности направления. Водитель может выставить цену ниже рекомендованной и даже снизить ее до нуля. Цена также может превышать рекомендованную, но в рамках установленного сервисом предела.
В профайле пользователь может указать имя, фамилию, пол, дату рождения, электронный адрес, фото, водительский стаж и описание автомобиля, а также любую информацию о себе, которую он считает нужным сообщить.

## Безопасность
Каждый пассажир BeepCar получает от сервиса сертификат «АльфаСтрахования»: страховка действует во время поездки.
В карпулинг-сервисе BeepCar работает система рейтингов: после завершения поездки водитель и пассажир могут выставить друг другу оценки и оставить отзывы. Кроме того, можно оставлять комментарии в том случае, если пассажир отозвал бронирование или водитель отменил поездку. Эти оценки и комментарии доступны всем пользователям.
Если пользователь размещает недостоверную информацию, часто отменяет поездки или бронирования, действие его аккаунта может быть приостановлено.